# 松泉站
松泉站（：／ Solsaem yeok */?）是牛耳新設線沿線的一座地下車站，位於韓國首爾特別市江北區彌阿洞。

## 車站結構
站體為2面2線側式月台的地下車站，候車月台設有月台幕門，並有2處出口。

### 月台配置
| 三阳十字路口 ↑ |
| \| 上          |
| ↓ 北汉山辅国门 |

| 月台 | 路線                  | 目的地         |
| ---- | --------------------- | -------------- |
| 上行 | ●首爾輕電鐵牛耳新設線 | 北汉山牛耳方向 |
| 下行 | ●首爾輕電鐵牛耳新設線 | 新設洞方向     |

## 歷史
- 2017年3月2日：松泉站车站名正式确定。[1]
- 2017年9月2日：落成啟用。

## 車站周邊
- 首尔弥阳初等學校
- 弥阳中學
- 弥阳高校
- 首尔三角山初等學校
- 三角山中学
- 三角山洞行政福利中心

## 相鄰车站
牛耳新设轻电铁
●首爾輕電鐵牛耳新設線
三阳十字路口（S116）－松泉（S117）－北汉山辅国门（S118）